# リスタデール卿の謎
『リスタデール卿の謎』（リスタデールきょうのなぞ、The Listerdale mystery）は、1934年に刊行されたアガサ・クリスティの短編集である。初訳の題名は『クリスチイ短編全集2』（1967年、創元推理文庫）である。12作の推理小説を収録している。

## 収録短編
リスタデール卿の謎（The Listerdale Mystery）
生活に困窮する没落した上流階級出身のヴィンセント夫人は新聞の広告欄に夢のような話を見つける。上流階級の人間限定で格安の家賃で住宅を貸すというのだ。
ナイチンゲール荘（うぐいす荘とも）（Philomel Cottage）
ジェラルドと結婚したアリクスは庭師の話から夫の奇妙な嘘を知ることになる。徐々に明らかになる夫の秘密。
車中の女（The Girl in the Train）
伯父からの仕送りを止められたジョージは一念発起し列車に乗り込む。少しすると女性が助けを求め車両に飛び込んできた。
六ペンスのうた（Sing a Song of Sixpence）
一線を退いた弁護士のサー・エドワードの元に彼が言った数年前の何気ない言葉を信じ、旧知の女性が相談に訪れた。
エドワード・ロビンソンは男なのだ（The Manhood of Edward, Robinson）
しっかりしすぎている恋人に悩むエドワードは懸賞で当たった金を使い彼女に内緒で車を買ってしまう。
事故（Accident）
過去に夫殺しの容疑で捕まり無罪となった女性が新たな男性と結婚していた。その男性が妻を受取人にした生命保険に入ったことを知った元警部のエヴァンズは悲劇を未然に防ぐことを決意する。
ジェインの求職（Jane in Search of a Job）
失業中のジェインは新聞の広告欄で仕事を探す。その中で年齢、顔つき、身長などを指定する一つの広告に目がいく。自信のあったジェインは指定された場所へと向かった。
日曜日にはくだものを（A Fruitful Sunday）
路上の店でサクランボの入ったかごを買ったドロシーとエドワードは新聞で5万ポンドのルビーのネックレスが紛失したというニュースを知る。かごの底に何かを見つけたドロシーがそれを引っ張り出すと赤い石の付いたネックレスだった･･･
イーストウッド君の冒険（Mr.Eastwood's Adventure）
推理作家のイーストウッドは『第二のキュウリの謎』なる作品のアイデアに詰まっていた。そして掛かってきた見知らぬ女性からの助けを求める電話。電話が切れる直前彼女は「合言葉はキュウリ」とつぶやいた。
黄金の玉（The Golden Ball）
伯父から解雇宣告を受け金融街で立ちながら考え込んでいたジョージ。すると突然社交界の花形として知られる女性が車の中から声をかけてきた。
ラジャのエメラルド（The Rajah's Emerald）
恋人に連れられ避暑地を訪れたジェイムズ。海で泳ごうと着替え用のテントを見るがどこも使われていて入れない。扉が開いていた個人用の小屋をジェイムズはこっそりと使わせてもらうことにする。
白鳥の歌（Swan Song）
マネージャーのコウアンはオペラ歌手のポーラ・ナツォルコッフにラストンベリー夫人という女性がラストンベリーにあるラストンベリー城の個人劇場で『蝶々夫人』の公演をしてほしいと依頼していたと伝える。宣伝になるからと公演を勧めるコウエン。「ラストンベリー」の名を聞いたナツォルコッフは演目を『トスカ』にすることを条件に依頼を受諾する。

## 出版
| 題名               | 出版社   | 文庫名                     | 訳者     | 巻末                  | カバーデザイン  | 初版年月日     | ページ数 | ISBN          | 備考 |
| ------------------ | -------- | -------------------------- | -------- | --------------------- | --------------- | -------------- | -------- | ------------- | ---- |
| リスタデール卿の謎 | 早川書房 | ハヤカワ・ミステリ文庫1-61 | 田村隆一 | 訳者あとがき 田村隆一 | 真鍋博          | 1981年         | 340      | 4-15-070061-3 | 絶版 |
| リスタデール卿の謎 | 早川書房 | クリスティー文庫56         | 田村隆一 | 解説 福井健太         | Hayakawa Design | 2003年12月12日 | 424      | 4-15-130056-2 |      |

## 映像化
『アガサ・クリスティー・アワー』（原題：The Agatha Christie Hour）は、アガサ・クリスティーのミステリー短編を原作とし1982年に放送されたイギリスの1時間テレビドラマのミニシリーズ。製作はテムズ・テレビ（Thames Television International）。シリーズは、1982年9月7日から11月16日まで全10話が放送された。そのうち3話は『リスタデール卿の謎』収録作よりとられている。
- 第3話「車中の娘（The Girl in the Train）」（英国）1982年9月21日放映 監督=ブライアン・ファーナム
- 第9話「ジェインの求職（Jane in Search of a Job）」（英国）1982年11月6日放映 監督=クリストファー・ホドスン
- 第10話「エドワード・ロビンソンは男なのだ（The Manhood of Edward Robinson）」（英国）1982年11月16日放映 監督=ブライアン・ファーナム